# سیاست در هند
سیاست هند در چارچوب قانون اساسی این کشور کار می‌کند. هندوستان از سیستم دوقلوی سیاسی یعنی دولت دوگانه (از لحاظ فدرال) پیروی می‌کند که از مرجع مرکزی در مرکز و ایالت‌های حاشیه ای تشکیل شده‌است. قانون اساسی اختیارات و محدودیت‌های سازمانی دولت‌های مرکزی و ایالتی را تعریف می‌کند و به خوبی شناخته شده و سخت و عالی به حساب می‌آید.
حکومت هند را بزرگترین دموکراسی جهان می‌نامند. استقلال هند (که در آن هنگام پاکستان، بنگلادش و نپال را هم دربر می‌گرفت) در ۱۵ اوت ۱۹۴۷ اعلام شد. جواهر لعل نهرو که «پاندیت» به معنی «معلم» خوانده می‌شد و یکی از بزرگ‌ترین رهبران جنبش استقلال هند از کنگره ملی هند بود به عنوان اولین نخست‌وزیر هند انتخاب شد.
قانون اساسی هند در سال ۱۹۴۹ به تصویب رسید و از ۲۶ ژانویه ۱۹۵۰ به اجرا درآمد که از آن هنگام تاکنون بدون تغییر اساسی با موفقیت اجرا شده‌است. این قانون به دولت‌های ایالتی اختیارات گسترده‌ای اعطا کرده‌است. در نظام سیاسی هند، نخست‌وزیر بالاترین مقام اجرایی کشور است و رئیس‌جمهور مقامی تشریفاتی است که معمولاً از میان چهره‌های دارای محبوبیت گسترده در سراسر کشور انتخاب می‌شود.
حزبی که اکثریت آرا را در انتخابات به دست آورد، نخست‌وزیر را تعیین می‌کند و با احزاب ائتلافی هیئت دولت را تشکیل می‌دهد. رئیس‌جمهور از جمعبندی آراء نمایندگان مجالس مرکزی و ایالتی از میان کاندیداهای احزاب تعیین می‌گردد. کمیسیون انتخابات این کشور یک نهاد مستقل دولتی است که اختیار کامل در تشخیص شرایط برگزاری و نظارت کامل بر برگزاری انتخابات را دارد. حداقل سن قانونی رای‌دهندگان ۱۸ سال است.
قوه مقننه هند دربرگیرنده دو مجلس با نام‌های لوک‌سابا (مجلس عوام) و راجیاسابا (مجلس سنا) ست. نمایندگان راجیا سابا ۲۵۰ نفرند که ۱۲ تن را رئیس‌جمهور و بقیه را نمایندگان مجالس ایالتی برمی‌گزیند. سناتورها باید در زمینه ادبیات، علم، هنر و مسائل اجتماعی متخصص باشند. همچنین ریاست جلسات این مجلس با معاون رئیس‌جمهور است. لوک سابا ۵۴۵ نماینده دارد که ۵۳۰ تن با رأی مستقیم شهروندان و ۱۳ تن از ۷ فرمانداری کل انتخاب می‌شوند، ۲ نفر را نیز رئیس‌جمهور از میان بریتانیایی‌های هندی‌تبار برمی‌گزیند. نخست‌وزیر از سوی حزب حاکم در مجلس لوک سابا معرفی می‌شود.
رئیس‌جمهوری هند به‌طور غیرمستقیم با آرای مجلس هند که شامل مجالس قانونگذاری (مجلس نمایندگان)، معروف به لوک‌سابا که مجلس سفلی گویند و مجلس علیا معروف به راجیا سابا و همچنین مجلس قانونگذاری ایالت‌ها انتخاب می‌شود.
در انتخابات ریاست جمهوری هند علاوه بر نمایندگان پارلمانی، نمایندگان کشوری در ایالت‌های مختلف (مجالس ایالتی) نیز شرکت می‌کنند که با احتساب رأی نمایندگان پارلمان در مجموع ۴۸۹۶ نماینده هستند که رئیس‌جمهور را برای یک دوره پنج ساله انتخاب می‌کنند.
هند یک جمهوری فدرال است که از زمان استقلال، دولتی مردم‌سالار داشته‌است. سیاست هند در قبضهٔ میانه-چپ‌روها، کنگره ملی هند (INC)، راستی‌ها، حزب بهاراتیا جاناتا، چپی‌ها، حزب کمونیست هند (CPI)، حزب کمونیست هند (مارکسیست) و تعدادی حزب منطقه‌ای که یا میانه-راست یا میانه-چپ هستند. با وجود طیف سیاسی گسترده و مختلف این احزاب، لزوم تشکیل دولت ائتلافی برای ایجاد حکومت، افزایش افراد طبقهِ اجتماعی متوسط که خواستار لیبرال شدن و کنترل کسری بودجه به‌ویژه در سطوح دولتی هستند. به‌این معنا است که تمامی احزاب سیاسی دیدی متعادل نسبت به اصلاحات اقتصادی دارند.

## احزاب و اتحادهای سیاسی
احزاب سیاسی در هند
بیش از ۷۰۰ حزب سیاسی در هند وجود دارد که به سه گروه ملی، منطقه‌ای (ایالتی) و محلی تقسیم می‌شوند. از میان آن‌ها کنگره ملی هند (INC)، حزب بهاراتیا جاناتا (BJP) و حزب کمونیست مارکسیست هند (CPI-M) از بزرگترین احزاب به‌شمار می‌روند.
حزب کنگره ملی هند در سال ۱۸۸۵ تأسیس شد و در سال ۱۹۱۴ با ورود مهاتما گاندی به این حزب دوره جدیدی در فعالیت‌های آن آغاز گردید. گاندی با رهبری حزب کنگره پرچمدار نهضت استقلال هند شد و در اثر مبارزات این حزب، سرانجام هند در سال ۱۹۴۷ به استقلال رسید. حکومت هند پس از استقلال، بیش از چهار دهه در دست حزب کنگره قرار داشت.
حزب بهاراتیا جاناتا (BJP) که در سال ۱۹۸۰ تأسیس شد، طی ۲۰ سال به تدریج از قدرت چشمگیری برخوردار گردید. پس از واقعه تخریب مسجد بابری، این حزب توانست طی سال‌های ۱۹۹۸ تا ۲۰۰۴ قدرت را در دست داشته باشد. این حزب اگرچه مجدداً قدرت را به حزب کنگره واگذار کرد، ولی همچنان به عنوان یک رقیب جدی برای حزب کنگره باقی‌ماند.
فهرست حزب‌ها در هندوستان
1. حزب سوسیالیست انقلابی (هند)
2. حزب سوسیالیست بنگال غربی
3. حزب مردم هند
4. حزب کمونیست هند
5. حزب کمونیست هند (مارکسیست)
6. کنگره ترینامول
7. کنگره ملی هند
8. حزب بهاراتیا جاناتا
9. آنا دراویدا مونترا کاژاگام سراسری هند (حزب)
10. بلوک پیشرو سراسری هند
11. جاناتا دال (متحد)
12. حزب تلوگو دسام

## انتخابات در هند
هند دارای حکومت فدرال نامتقارن است که سران آن در سطوح فدرال، ایالتی و محلی انتخابی هستند. در سطح ملی رئیس این کشور که نخست‌وزیر است توسط اعضای مجلس سفلای هند (لوک‌سابا) انتخاب می‌شود. برگزاری انتخابات را کمیسیون انتخابات هند بر عهده دارد. دو عضو این مجلس را نخست‌وزیر منصوب می‌کند و دیگران هر پنج سال یک بار بر اساس نظام نخست‌نفری انتخاب می‌شوند. اعضای راجیا سابا (مجلس علیای هند) توسط اعضای منتخب مجالس قانون‌گذاری ایالتی و مجمع گزینندگان سرزمین‌های متحد هند انتخاب می‌شوند.
اولین انتخابات سراسری هند در ۱۹۵۲ برگزارشد. از آن زمان تا سال ۱۹۶۷ کنگره ملی هند پیوسته بیش از ۷۳٪ کرسی‌های لوک سابا را در اختیار داشت، اما پس از آن احزاب دیگر به ویژه حزب ناسیونالیست بهاراتیا جاناتا و احزاب ایالتی رشد چشمگیری را در محبوبیت خود شاهد بوده‌اند.
انتخابات سراسری هند (۲۰۱۴)

## کنگره ملی هند
کنگره ملی هند
بزرگترین حزب سیاسی جهان و هند است. این حزب در سال ۱۸۸۵ توسط آلن اکتاوین هیوم، دادابای نائوروجی، دینشاو واچا، وومش چاندرا بونرجی، سورندرانات بانرجی، منموهن گوش و ویلیام وددربورن تأسیس شد. این حزب با ۱۵ میلیون نفر عضو و بیش از هفتاد میلیون هوادار رهبری جنبش استقلال خواهی هند را علیه بریتانیایی‌های حاکم بر هند را بر عهده داشت. بعد از استقلال هند در سال ۱۹۴۷ این حزب کنگره توانست با رهبری خانواده نهرو و گاندی به حزبی ملی و سرشناس تبدیل شود. البته چالش در رهبری این حزب در دهه‌های اخیر بعضاً دیده شده‌است.

## دولت
دولت هند
یک دولت فدرال است که بر پایهٔ قانون اساسی هند به عنوان مقام قانونی دولتی متشکل از اتحادیهٔ ۲۹ ایالت و هفت اتحادیه اقلیمی، یک جمهوری دمکراتیک پارلمانی اعلام و تاسیس‌شده، و با یک نظام جمهوری پارلمانی به نام جمهوری هند است. قرارگاه این دولت در دهلی نو؛ پایتخت هند، قرار گرفته‌است.
متأثر از نظام وستمینستر برای ادارهٔ کشور، دولت فدرال به‌طور عمده به قوای مجریه، مقننه، و قضاییه تقسیم شده، که در آن همهٔ قدرت به موجب قانون اساسی در پارلمان، به نخست‌وزیر و دیوان عالی کشور واگذار گردیده‌است. رئیس‌جمهور هند رئیس کشور و فرمانده عالی نیروهای مسلح هند است، در حالی که نخست وزیرِ منتخب به عنوان مدیر اجرایی (قوه مجریه) عمل می‌کند و مسئول ادارهٔ دولت فدرال است. یک پارلمان محلی یا لوکسابا (خانهٔ ملت) به عنوان مجلس سفلی و راجیا سابا (شورای ایالت‌ها) به عنوان یک مجلس علیا نیز وجود دارد. قوه قضائیه به صورت سیستماتیک شامل یک دادگاه دیوان عالی، ۲۴ دادگاه عالی و چندین دادگاه‌های منطقه‌ای است که همه بخش‌های فرعی دیوان عالی کشور هستند.

## ریاست جمهوری
رئیس‌جمهور هند
ریاست جمهوری در کشور هند نمادین است و رئیس‌جمهور هند به‌طور غیر مستقیم منتخب مردم است که توسط مجمعی از گزینندگان متشکل از اعضای هر دو مجلس پارلمان هند، مجمع قانونگذاری تمام ایالت‌های هند همراه با مجمع قانونگذاری قلمرو اتحادیه پودوچری و همچنین مجلس قانونگذاری ناحیه پایتختی ملی دهلی برای خدمت در یک دوره تجدیدپذیر پنج ساله انتخاب می‌شود. رئیس‌جمهور در حضور رئیس دادگستری هند و در غیاب او ارشدترین قاضی دادگاه عالی هند سوگند یاد می‌کند. رئیس‌جمهوری هند، ریاست اجرایی کشور را برعهده ندارد و این مهم بر عهده نخست‌وزیر است.
اگرچه رئیس جمهور هند با آرا مستقیم مردم انتخاب نمی‌شود و نمایندگان پارلمان هند (لوک سبها و راجیا سبها) و همچنین اعضای مجالس ایالتی به نامزدهای این سمت رای می‌دهند و پست ریاست جمهوری در هند تشریفاتی است اما رئیس جمهور دارای نفوذ زیادی است و احزاب تلاش دارند تا با اجماع، نامزد مورد نظر خود را برای احراز این مقام حمایت کنند. سمت ریاست جمهوری هند هرچند تشریفاتی است اما این سمت از اختیارات قانونی گسترده‌ای برخوردار است. رئیس‌جمهوری رئیس رسمی قوای مقننه، مجریه و قضاییه و همچنین فرمانده کل نیروهای مسلح این کشور است. رئیس جمهور از قدرت اجرایی چندانی برخوردار نیست، اما چنانچه انتخابات سراسری نتایج روشن و مشخصی نداشته باشند نقش مؤثری در تأسیس دولت ایفا می‌کند.
فهرست نخست‌وزیران هند
نخست‌وزیر هند رئیس اجرایی دولت هند است. به لحاظ قانونی در نظام پارلمانی هند، قانون اساسی رئیس‌جمهور را به عنوان رئیس دولت مشخص کرده اما عملاً قدرت اجرایی به نخست‌وزیر و هیئت وزیران واگذار شده‌است. نخست‌وزیر معمولاً رهبر حزب یا ائتلافی است که اکثریت را در لوکسابا، یکی از مجالس قانونگذاری هند بدست می‌آورد.

## قانون اساسی هند
قانون اساسی هند
عالی‌ترین متن قانونی در کشور هند است. این قانون در ۲۶ نوامبر ۱۹۴۹ به تصویب مجلس مؤسسان هند رسیده و از ۲۶ ژانویه ۱۹۵۰ لازم‌الاجرا شده است. به همین جهت ۲۶ ژانویه هر سال به عنوان روز جمهوری تعطیل رسمی است و در سراسر هند گرامی داشته می‌شود. در این قانون هند یک جمهوری دمکراتیک معرفی شده که برقراری عدالت، برابری و آزادی را برای شهروندانش تضمین می‌کند.
این قانون اساسی طولانی‌ترین قانون اساسی نوشته در بین تمام کشورهای مستقل دنیاست و از ۳۹۵ اصل، ۱۲ پیوست و ۸۳ الحاقیه تشکیل می‌شود.

## نظام قضایی
هند به تبعیت از حقوق انگلستان از نظام حقوقی کامن لا پیروی می‌کند. تشکیلات قضائی این کشور نیز با وجود پذیرش فدرالیسم در قانون اساسی بسیار منسجم است و تمایل زیادی به یکپارچگی دارد. سلسله مراتب دادگاه‌ها در این کشور به این صورت است:
- دیوان عالی هند
- دادگاه عالی ایالتی
- دادگاه تالی

## نقش دموکراسی در پیشبرد اهداف برنامه‌های توسعه‌ای هند
از کشور هند همواره به عنوان بزرگترین دموکراسی جهان یاد می‌شود. در کنار این موضوع، بزرگی جمعیت این کشور نیز بعد از چین دومین کشور پر جمعیت جهان زبانزد خاص و عام می‌باشد. جمعیت زیاد و منابع محدود عاملی در جهت افزایش فقر می‌باشد که کشور هند با داشتن بیش از ۳۰۰ میلیون نفر جمعیت زیر خط فقر در این زمینه سرآمد است. نقش پر رنگ سالیان دراز استعمار بریتانیا را نمی‌توان نادیده گرفت. توسعه هر کشوری از راه استعمار، به معنای وابستگی کشور مقابل و مستعمره است. درست به مانند اصول مرکانتیلیستی، که هر کشوری که طلا به دست آورد، قاعدتاً کشور دوم باید طلا از دست دهد، در این رابطه انگلستان توسعه یافت و در مقابل هندوستان وابسته شد و از توسعه بازماند. این بازماندگی از توسعه پس از استقلال به عنوان اصلی‌ترین چالش پیش روی سیاستمداران هند، همواره با راهکارهایی در جهت فقر زدایی و توسعه اقتصادی روبرو بوده‌است. از این رو ۶ دوره برنامه توسعه اقتصادی پس از استقلال تدوین گردید که تا هم‌اکنون این برنامه‌ها ادامه دارند اما میزان موفقیت این برنامه‌ها با توجه به دموکراسی لیبرال هند و ارتباط آن با مفهوم توسعه و نوسازی از منظر اقتصادی، مورد چالش قرار گرفته‌است. در این نوشتار سعی شده تا با بررسی علت عدم موفقیت مورد انتظار این برنامه‌های توسعه ایی در سایه دموکراسی به نتیجه ایی کلی در زمینه کارآمدی دموکراسی در توسعه اقتصادی دست یابیم.

### توسعه و دموکراسی
مفهوم توسعه واژگان زیادی را شامل می‌شود که هر کدام به فراخور مسئله معانی متفاوتی دارند. مفاهیمی مانند توسعه اقتصادی، توسعه سیاسی، افزایش سطح رفاه، توسعه اجتماعی، توسعه فرهنگی، برابری، فقر زدایی و … همگی قابلیت تعمیم به مفهوم توسعه را دارند. آنچه که حائز اهمیت است جایگاه و کاربرد اصلی استفاده از واژه توسعه در وجه اقتصادی با شمولیت افزایش سطح رفاه عمومی جامعه در عین توسعه سیاسی می‌باشد. به‌طور کلی همزمان با توسعه سیاسی تصمیم گیرندگان اصول کلی یک جامعه به مفهوم توسعه اقتصادی توجه ویژه دارند. زمانی که این توسعه بتواند از بطن سیستم سیاسی یک حکومت باشد، می‌توان شاخصا ابراز داشت که پیوند میان توسعه اقتصادی و سیستم حکومتی تقریباً ناگسستنی است. عموماً پنج هدف اصلی برای توسعه (نظم و ثبات سیاسی، عدالت، رشد اقتصادی دموکراسی و استقلال سیاسی) با اهمیت تلقی شده که هم دارای وجوه اقتصادی، سیاسی و هم سیاسی اقتصادی است (هانتینگتون). جامعه فعلی هند پس از استقلال حدوداً ۷۰ سال را سپری کرده‌است. در این سال‌ها دغدغه اساسی سیاستمداران بر پایه فقر زدایی بوده‌است، حال آنکه با وجود برنامه‌های مدون چه موفقیت‌آمیز و چه غیر موفق می‌توان با توجه به آمارها کماکان ابراز داشت که فقر بخش عظیمی از جامعه هند را دربر گرفته و عملاً سرعت فقر زدایی و رفع نابرابری‌های اجتماعی بسیار کند و آهسته می‌باشد. نباید از عوامل اعتقادی همچون کاست و نظام طبقاتی غافل شد اما کماکان این دلیل جهت توجیه سرعت پایین فقر زدایی کافی نیست. شاید علت را بتوان در دموکراسی هند یافت اما چرا این دموکراسی در کشورهای دیگر به گونه ایی بهتر عمل کرده و روند فقر زدایی در دیگر کشورها نتایج مطلوب تری رقم زده‌است. آیا اشکال از دموکراسی است یا از دموکراسی هندی؟ نگارنده در این نوشتار با اشاره به جزئیات امر سعی در پاسخ به این پرسش دارد.

### دموکراسی لیبرال هند
ابتدا برای وصف نوع دموکراسی هند نقل قولی از مهاتما گاندی می‌توان بیانگر خط مشی کلی نظام هند نسبت به شیوه دموکراسی غربی باشد. گاندی در بحث اقتصاد قائل بر الگوی بومی هند بود به طوری که چاره اقتصاد را در تجدید سازمانی می‌دید که در آن روستاها اولویت پیدا کنند. "سرانجام، ما نباید در دام تقلیدهای نابجا و ناروا گرفتار شویم. نویسندگان اروپایی، به علت کمبود تجربه و نداشتن اطلاعات درست، ناتوانند. اگر آنها می‌خواهند و می‌کوشند که نمونه اروپا را در برابر ما قرار دهند نمی‌توانند جز تا اندازه محدودی ما را راهنمایی کنند، زیرا شرایط اروپا به کلی با هند متفاوت است." این سخن گاندی نشان دهنده تمایل وی به استفاده از الگوی بومی مدل سیاستی در هند دارد به طوری که همگام با روحیه ایی آزادی خواهانه و ابراز اعطای فضا برای تمامی اندیشه‌ها در نهایت آن مدل بومی که برگرفته از بطن جامعه و مطابق با ارزش‌های یک هندی است، اعمال گردد. پس نمی‌توان مدل دموکراسی برآمده از غرب را بر دموکراسی لیبرال هندی تعمیم داد. دموکراسی در مخالفت با "حکومت استبدادی و خودکامه" پدیدار شد، اما همه جانبداران آن دیدگاه یکسانی ندارند. برخی از آن‌ها "آزادی" را هدف عمده حکومت می‌دانند و برخی دیگر "برابری" را کمال مطلوب دموکراسی تلقی می‌کنند. با توجه به این تعریف می‌توان برابری را رکن اصلی دموکراسی دانست، حال آنکه نابرابری و فقر از اصلی‌ترین چالش‌های پیش روی دموکراسی‌های جهان است.

### برنامه‌های توسعه ای هند
رهبران هند پس از استقلال همواره آزادی سیاسی را مرتبط با آزادی اقتصادی که خود فراتر از فاکتور تولید ناخالص ملی بود، می‌دانستند. «سواراج» مفهومی که گاندی از آن را به عنوان «فقیرترین و ضعیف‌ترین افراد» که «کنترل زندگی و سرنوشت خود را به دست بگیرند» یاد می‌کرد. معادل امروزی آن «تفویض اختیار» یا «ارتقاء توانایی» است، که مفهومی بسیار گسترده‌تر از درآمد سرانه بالا است. فقدان سواراج صرفاً به معنای فقدان قدرت خرید یا درآمد نبود، بلکه فقدان آموزش و فراگیری مهارت‌های مختلف، بهداشت و تغذیه، سرمایه‌های فیزیکی و مالی را نیز شامل می‌شد که تمام آن‌ها از لوازم ضروری زندگی هر فرد تلقی می‌شد. به‌طور کلی سواراجبه مفهوم خوداتکایی در تمام مسائل است که سیاستمداران هند همواره بر آن تأکید داشته‌اند. حال این اصل در برابر برنامه‌های توسعه ایی ۶ گانه پس از استقلال هند به عنوان اصلی جدایی ناپذیر با هویت هندی همواره در تعامل بوده‌است. ریشه نابرابری‌های اجتماعی و فقر در عدم اجرای صحیح مفهوم سواراجاست. در دهه ۸۰ استدلال‌هایی مطرح شد که تفاوت‌های بین دولت‌ها در رسیدن به رشد و برابری، به محیطی بستگی دارد که رشد در آن تحقق می‌یابد و تصمیم‌های سیاسی اتخاذ می‌شود. برخی آرا نیز بر نقش دولت دموکراتیک توسعه‌گرا بر ایجاد آشتی و تلفیق بین دموکراسی با رشد اقتصادی پایدار تأکید داشتند. در هند نیز این موضوع اهمیت پیدا کرد. پس از استقلال هند مجاب به افزایش رشد تولید و نیازمند پیشرفت اقتصادی بود زیرا برای توزیع مجدد چیزی جز فقر در اختیار نداشت. برنامه‌های پنج ساله جهت تحقق عدالت اجتماعی با همین هدف پایه‌گذاری شد. در جهت کاستن نابرابری‌ها دولت هند از سال ۱۹۵۰ امتیازاتی را برای طبقات پایین و قبایل عقب مانده با ایجاد سهمیه‌های شغلی و تحصیلی در نظر گرفت. این اقدامات در جهت زدودن طبقه‌بندی و کاست بوده و در سال ۱۹۵۵ رسماً نجس بودن را مردود دانست. در دوره دوم توسعه تلاش‌ها در استفاده از دموکراسی در ایجاد برابری معطوف گردید. نکته قابل تأمل تلاش حکومت هند در جهت ایجاد مدرنیزاسیون و کاهش اهمیت زبانی و هویت دینی با استفاده از سکولاریسم بود. در دوره‌های بعدی نیز تلاش در جهت آزاد سازی اقتصاد و جذب سرمایه‌های خارجی اولویت‌های مهم توسعه ایی دولت هند را نشان می‌داد.

### تأثیرکاستدر توسعه
از دیگر عوامل مهم و تأثیرگذار در جهت تثبیت فقر آشکار میان قشرها مختلف مردم هند نظام کاست است. از دیدگاه گاندی کاست در گذشته در جهت حفظ شایستگی‌ها و رفع ناشایستگی‌ها پایه‌گذاری شده بود و هدف اصلی آن رسیدن به «موکشا» (رستگاری) بوده‌است اما در سده‌های اخیر باز تعریف معنایی منفی گردیده و ابزاری برای رسیدن به شهرت، ثروت و قدرت گردیده. گاندی وضع نا مطلوب کاست را به دلیل ماهیت آن نمی‌داند بلکه آن را در طبیعت آدمی تعریف می‌نماید که نفس زیاده خواه انسان موجب تبعیض طبقاتی امروز جامعه هند گردیده‌است. گاندی از نظام کاست به عنوان بزرگترین لکه بر دامان هندوییسم یاد می‌کند و آن را بر خلاف عقل و منطق انسان می‌داند. دیدگاه مورد نظر گاندی دربارهٔ کاست حفظ مکمل بودن گروه‌های کاستی نسبت به یکدیگر و نه برتر و فروتر بودن آن‌ها نسبت به هم بوده به طوری که هر طبقه را برای وجود هندوییسم به اندازه دیگری لازم و ضروری می‌داند. اگر رخنه دیدگاه طبقاتی در جامعه هند وجود نداشت شاید کارکرد مفهوم سواراج قدرت بیشتری می‌یافت و نقش دموکراسی در جهت کاهش فقر پر رنگ تر و تأثیرگذار تر می‌بود.

### نتیجه‌گیری
جامعه هند با وجود تکثر فرهنگ و قومیت جامعه ایی رنگین است. جامعه ایی که در آن تفکر و عقاید اصلی‌ترین نقش را ایفا می‌کنند. گاندی از رهبران استقلال هند همواره سعی در اتکا به خویشتن و ارائه مدل‌های بومی هندی در زمینه‌های مختلف داشت. گاندی حتی برای دموکراسی نیز سعی در ایجاد مدل منحصر به فرد هندی داشت. تکثر عقاید بیانگر دموکراسی بزرگ هند است. جامعه هند با وجود نابرابری‌های اجتماعی حاصله از نظام طبقاتی کاست نیازمند توسعه و فقر زدایی بوده و هست. این توسعه در سایه دموکراسی از اصلی‌ترین برنامه‌های دولت هند بوده و چرایی وجود آمار فقر بالا تا به امروزه نه بخاطر مفهوم دموکراسی بلکه به دلیل ساختار دموکراتیک از جمله فقدان تجربه روش‌های دموکراتیک اداره امور بوده‌است. نمی‌توان از نقش پررنگ اشکالات سیستم‌های اداری نظیر فساد در مدیریت مدنی غافل شد به طوری که بر طبق آمارها رتبه هند در شاخص فساد اداری ۷۹ از ۱۸۶است در صورتی که جزو ۱۰ اقتصاد برتر دنیا می‌باشد. در ۵ مورد از ۶ خدمات عمومی مدرسه، بیمارستان، اسناد، پلیس و خدمات عمومی بیش از نیمی از پاسخ دهندگان تا به حال رشوه پرداخت کرده‌اند. با این حال اراده نارندا مودی، نخست‌وزیر هند علیه فساد شکل گرفته‌است. ۵۳ درصد از مردم فکر می‌کنند که این مبارزه نسبتاً و خیلی خوب بوده‌است. ۶۳ درصد معتقدند مردم عادی می‌توانند شرایط را تغییر دهند.